# Grammobotrys
Grammobotrys es un género de foraminífero bentónico de estatus incierto, aunque considerado un sinónimo posterior de Virgulina y en consecuencia de Fursenkoina de la familia Fursenkoinidae, de la superfamilia Fursenkoinoidea, del suborden Buliminina y del orden Buliminida. Su especie tipo es Polymorphina? aculeata. Su rango cronoestratigráfico abarca el Holoceno.

## Discusión
Clasificaciones previas incluían Grammobotrys en el suborden Rotaliina del orden Rotaliida.

## Clasificación
Grammobotrys incluye a las siguientes especies:
- Grammobotrys aculeata
- Grammobotrys africana
- Grammobotrys angliea

Otra especie considerada en Grammobotrys es:
- Grammobotrys parisiensis, de posición genérica incierta